# Symphonie no 2 de Lutosławski
Pour les articles homonymes, voir Symphonie no 2.
La Symphonie no 2 est la seconde des quatre symphonies du compositeur Witold Lutosławski.

## Historique
Elle a été écrite entre 1966 et 1967, soit 25 ans après le début de la composition de sa Première Symphonie et onze ans avant sa Troisième Symphonie.
Son second mouvement a été joué pour la première fois le 15 octobre 1966 à Hambourg par l'Orchestre de la Norddeutscher Rundfunk, le commanditaire (pour le centième concert d'un cycle consacré à la musique contemporaine), sous la direction de Pierre Boulez. Le premier mouvement est achevé début 1967. L'œuvre est joué le dans son intégralité la première fois par l'Orchestre radio symphonique de Pologne sous la direction du compositeur le 9 juin 1967.

## Structure
Elle se compose de deux mouvements devant être joués en continuité et sa durée d'exécution est d'environ une demi-heure. Lutosławski a déjà usé de cette structure inhabituelle en deux parties dans son Quatuor à cordes. Il s'agit de l'une des rares partitions du musicien pour laquelle on dispose d'un commentaire plutôt extensif rédigé par celui-ci : la première partie se compose ainsi d'une série de séquences pour de petits groupes instrumentaux et se terminant par un court « refrain » joué par trois instrumentistes ne faisant pas partie du groupe précédent. Le second mouvement comprend cinq parties jouées de plus en plus vite et de plus en plus fort, jusqu'au tutti final s'achevant par les mêmes notes que l'introduction.
- Hésitant
- Direct